# Oberbreitenau (Geslau)
Oberbreitenau ist ein Gemeindeteil der Gemeinde Geslau im Landkreis Ansbach (Mittelfranken, Bayern). Oberbreitenau liegt in der Gemarkung Schwabsroth.

## Geografie
Das Dorf liegt am Hirtenbachl, einem linken Zufluss des Froschbächleins, der mit weiteren Bächen zum Hagenbach zusammenfließt. 0,5 km westlich liegen die Waldgebiete Spitalseck und Mittelholz, im Norden das Stiftsholz und die Prell. 0,5 km südlich liegt das Roßholz. 1,25 km östlich erhebt sich der Ameisberg (510 m ü. NHN).
Die Kreisstraße AN 7 führt nach Oberndorf (1,6 km nordöstlich) bzw. zur Staatsstraße 2249 beim Speierhof (1,1 km südwestlich). Eine Gemeindeverbindungsstraße führt nach Schönbronn ebenfalls zur St 2249 (1,4 km südlich).

## Geschichte
Im 16-Punkte-Bericht des brandenburg-ansbachischen Oberamts Colmberg aus dem Jahr 1608 wurden für Oberbreitenau acht Mannschaften verzeichnet, die alle das Stiftsamt Ansbach als Grundherrn hatten. Das Hochgericht übte das Vogtamt Colmberg aus. Im 16-Punkte-Bericht des Oberamts Colmberg aus dem Jahr 1681 waren die grundherrschaftlichen Verhältnisse für Oberbreitenau unverändert. Das Hochgericht wurde jedoch von Hohenlohe-Schillingsfürst strittig gemacht, was erst 1710 durch einen Vertrag zugunsten des Vogtamts Colmberg beigelegt werden konnte.
Gegen Ende des 18. Jahrhunderts gab es in Oberbreitenau 9 Anwesen (1 Gut, 8 Köblergüter). Das Hochgericht übte das Vogtamt Colmberg aus. Die Dorf- und Gemeindeherrschaft und Grundherrschaft über alle Anwesen hatte das Stiftsamt Ansbach. Neben den Anwesen gab es noch kommunale Gebäude (Hirtenhaus, Brechhaus). Es gab zu dieser Zeit 8 Untertansfamilien. Von 1797 bis 1808 unterstand der Ort dem Justizamt Leutershausen und Kammeramt Colmberg.
Im Rahmen des Gemeindeedikts wurde Oberbreitenau dem 1808 gebildeten Steuerdistrikt Schwabsroth und der 1810 gegründeten Ruralgemeinde Schwabsroth zugeordnet. Am 1. Januar 1972 wurde Oberbreitenau im Zuge der Gebietsreform in Bayern nach Geslau eingemeindet.

### Baudenkmäler
- Haus Nr. 2: eingeschossiges Fachwerkwohnstallhaus, 1807[13]
- Haus Nr. 3: erdgeschossiges Wohnstallhaus in Fachwerk mit massiver Stubenfront; im Türsturz eingehauen „18 GM ST 07“[14]
- Haus Nr. 4: zugehöriger Altsitz. Fachwerkkleinhaus des frühen 19. Jahrhundert.[14]
- Haus Nr. 5: zugehöriger Altsitz, zweigeschossiger Putzbau, 1848.[13]
- Haus Nr. 7: eingeschossiger Mansardwalmdachbau, 18./19. Jahrhundert.[13]

### Einwohnerentwicklung
| Jahr      | 001818 | 001840 | 001861 | 001871 | 001885 | 001900 | 001925 | 001950 | 001961 | 001970 | 001987 |
| Einwohner | 61     | 68     | 60     | 67     | 73     | 76     | 63     | 89     | 46     | 48     | 37     |
| Häuser    | 12     | 11     |        |        | 14     | 12     | 14     | 14     | 12     |        | 11     |
| Quelle    | [ 16 ] | [ 17 ] | [ 18 ] | [ 19 ] | [ 20 ] | [ 21 ] | [ 22 ] | [ 23 ] | [ 24 ] | [ 25 ] | [ 1 ]  |

## Religion
Der Ort ist seit der Reformation evangelisch-lutherisch geprägt und bis heute nach St. Maria und Michael (Kirnberg) gepfarrt. Die Einwohner römisch-katholischer Konfession sind nach St. Johannis (Rothenburg ob der Tauber) gepfarrt.